# Nialosternus sitiphoides
Nialosternus sitiphoides är en skalbaggsart som beskrevs av D'orbigny 1896. Nialosternus sitiphoides ingår i släktet Nialosternus och familjen Aphodiidae. Inga underarter finns listade i Catalogue of Life.